# エンベリシン
エンベリシン(Envelysin、EC 3.4.24.12)は、酵素である。受精殻のタンパク質とジメチルカゼインを加水分解する反応を触媒する。
この酵素は、数種のウニが持つ糖タンパク質である。